# Braksvale-familien
Braksvale-familien (Glareolidae) er en familie af fugle, der især er udbredt i Afrika, det sydlige Europa og Asien, og en enkelt art findes desuden i Australien. Familien tæller globalt 17 arter fordelt på 4 slægter. 
I Danmark er truffet repræsentanter for slægterne Cursorius og Glareola.

## Slægter og arter
I familien Glareolidae findes fire slægter med i alt 17 arter:
- Slægt Cursorius, 5 arter
  - Ørkenløber, Cursorius cursor
  - Somaliørkenløber, Cursorius somalensis
  - Sydlig ørkenløber, Cursorius rufus
  - Sortøret ørkenløber, Cursorius temminckii
  - Indisk ørkenløber, Cursorius coromandelicus
- Slægt Rhinoptilus
  - Tobåndet ørkenløber, Rhinoptilus africanus
  - Mangebåndet ørkenløber, Rhinoptilus cinctus
  - Bronzevinget ørkenløber, Rhinoptilus chalcopterus
  - Bangaloreørkenløber, Rhinoptilus bitorquatus
- Slægt Stiltia
  - Australsk braksvale, Stiltia isabella
- Slægt Glareola
  - Rødvinget braksvale, Glareola pratincola
  - Orientbraksvale, Glareola maldivarum
  - Sortvinget braksvale, Glareola nordmanni
  - Madagaskarbraksvale, Glareola ocularis
  - Hvidnakket braksvale, Glareola nuchalis
  - Grå braksvale, Glareola cinerea
  - Lille braksvale, Glareola lactea

## Billeder
|                                     |
| Orientbraksvale Glareola maldivarum |

|                             |
| Ørkenløber Cursorius cursor |